# 평산2항
평산2항은 경상남도 남해군 남면 평산리, 평산2리마을 인근에 있는 어항이다. 2002년 8월 6일 어촌정주어항으로 지정하여 관리하고 있다. 시설관리자는 남해군수이다.

## 어항 연혁
- 1949년 평산리에서 분동되어 평산2리로 부르게 되었다.

## 어항 시설
- 선착장 L=70m, B=4.0m, 호안 L=433m, B=6.0m

## 주요 어종
- 낙지, 노래미, 도다리, 해삼, 장어, 숭어, 감성돔 등